# Geislingen
Geislingen is een plaats in de Duitse deelstaat Baden-Württemberg, gelegen in het Zollernalbkreis. De stad telt 5.875 inwoners.

## Geografie
Geislingen heeft een oppervlakte van 31,95 km² en ligt in het zuidwesten van Duitsland.

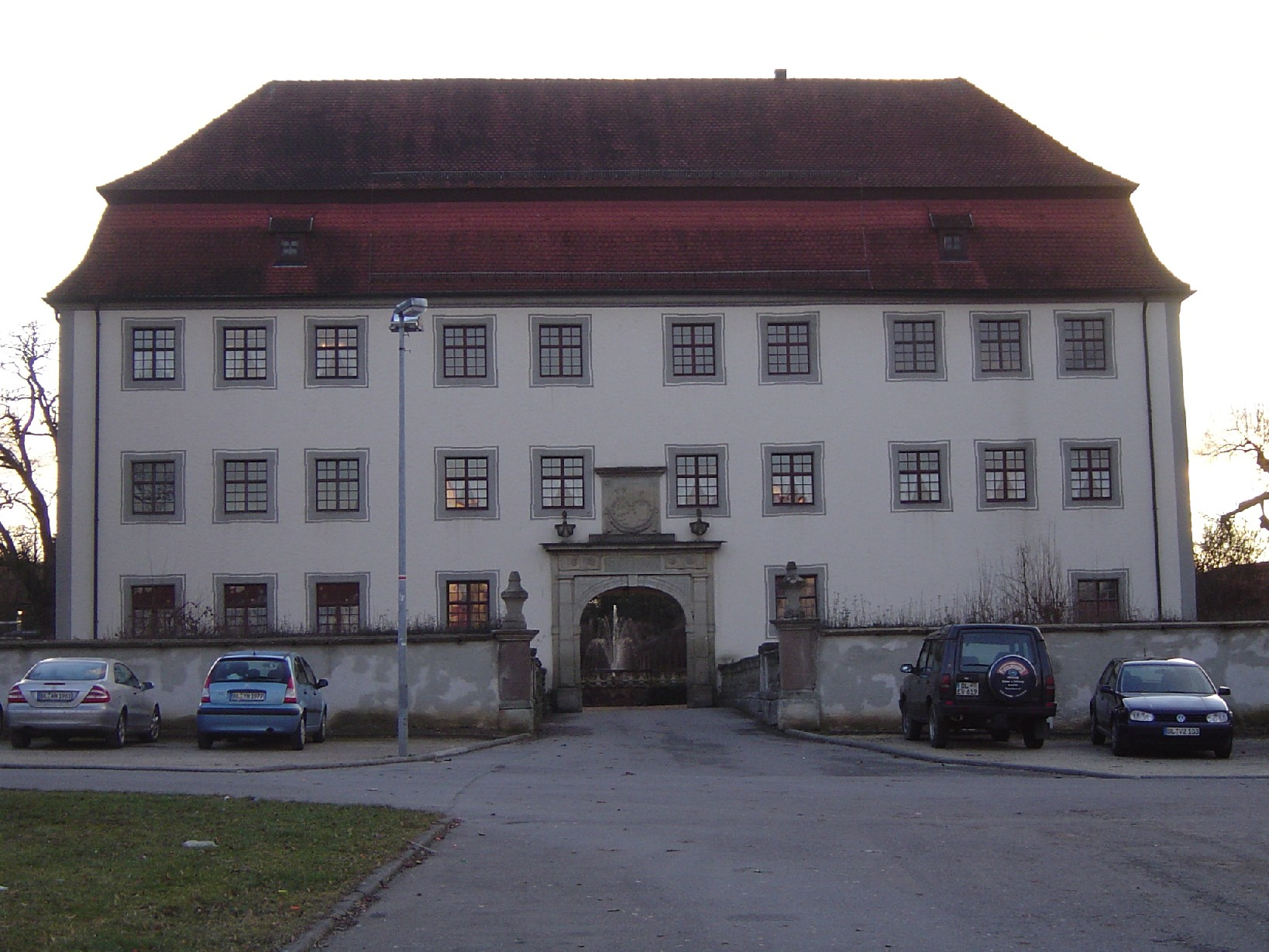
Waterslot

Albstadt ·
Balingen ·
Bisingen ·
Bitz ·
Burladingen ·
Dautmergen ·
Dormettingen ·
Dotternhausen ·
Geislingen ·
Grosselfingen ·
Haigerloch ·
Hausen am Tann ·
Hechingen ·
Jungingen ·
Meßstetten ·
Nusplingen ·
Obernheim ·
Rangendingen ·
Ratshausen ·
Rosenfeld ·
Schömberg ·
Straßberg ·
Weilen unter den Rinnen ·
Winterlingen ·
Zimmern unter der Burg